# Tippin' the Scales
| Recensione | Giudizio |
| ---------- | -------- |
| AllMusic   | [ 1 ]    |

Tippin' the Scales è un album discografico di Jackie McLean, pubblicato dalla casa discografica Blue Note Records nel 1979.

## Tracce
Lato A
1. Tippin' the Scales – 5:58 (Jackie McLean)
2. Rainy Blues – 5:09 (Jackie McLean)
3. Nursery Blues – 6:33 (Sonny Clark)

Lato B
1. Nicely – 6:24 (Sonny Clark)
2. Two for One – 6:01 (Sonny Clark)
3. Cabin in the Sky – 5:30 (John Latouche, Vernon Duke)

Edizione CD del 1995, pubblicato dalla Blue Note Records (CDP 7 84427 2)
1. Tippin' the Scales – 5:58 (Jackie McLean)
2. Tippin' the Scales – 5:58 (Jackie McLean) – Bonus Track - Alternate Take
3. Rainy Blues – 5:09 (Jackie McLean)
4. Nursery Blues – 6:33 (Sonny Clark)
5. Nicely – 6:24 (Sonny Clark)
6. Two for One – 6:01 (Sonny Clark)
7. Two for One – 4:58 (Sonny Clark) – Bonus Track - Alternate Take #1
8. Two for One – 4:56 (Sonny Clark) – Bonus Track - Alternate Take #2
9. Cabin in the Sky – 5:30 (John Latouche, Vernon Duke)

## Musicisti
- Jackie McLean - sassofono alto
- Sonny Clark - pianoforte
- Butch Warren - contrabbasso
- Art Taylor - batteria

Note aggiuntive
- Alfred Lion - produttore originale della sessione
- Michael Cuscuna - produttore realizzazione LP e CD
- Registrazioni effettuate il 28 settembre 1962 al Rudy Van Gelder Studios di Englewood Cliffs, New Jersey (Stati Uniti)
- Rudy Van Gelder - ingegnere delle registrazioni
- Tony Sestanovich - ingegnere del remixaggio
- Katsuji Abe - fotografie e design album
- Terry Martin - note di retrocopertina album[4]